# التاريخ العسكري لبورتوريكو
ان التاريخ العسكري المسجل لبورتوريكو يشمل الفترة الممتدة من القرن السادس عشر، عندما قاتل الغزاه الإسبان الطنوس الأصليون في تمرد 1511، إلى التوظيف الحالي للبورتوريكيين فيالقوات المسلحة للولايات المتحدة في الحملات العسكرية في أفغانستان والعراق.  كانت بورتوريكو جزءًا من الإمبراطورية الإسبانية لأربعة قرون، دافع خلالها شعب بورتوريكو عن انفسهم ضد غزوات البريطانيين والفرنسيين والهولنديين. حيث قاتل البورتوريكيون إلى جانب الجنرال برناردو دي غالفيس أثناء الحرب الثورية الأمريكية في معارك باتون روج، موبيل، بنساكولا وسانت لويس. وخلال منتصف القرن التاسع عشر، قاتل البورتوريكيون المقيمون في الولايات المتحدة في الحرب الأهلية الأمريكية. .انتشرخبر طلب استقلال أمريكا اللاتينية عن إسبانيا إلى بورتوريكو في القرن التاسع عشر، في الثورة قصيرة الأجل المعروفة باسم غريتو دي لاريس، والتي بلغت ذروتها مع انتينو دي يوكو حيث تم غزو الجزيرة من قبل الولايات المتحدة خلال الحرب الإسبانية الأمريكية وبعد انتهاء الحرب، تنازلت إسبانيا رسميًا عن الجزيرة إلى الولايات المتحدة بموجب الشروط المنصوص عليها في معاهدة باريس لعام 1898. وأصبحت بورتوريكوأرضا تابعة للولايات المتحدة و «فوج بورتو ريكو» (تم تغيير اسم بورتوريكو إلى بورتو ريكو) تأسست في الجزيرة.
وعند اندلاع الحرب العالمية الأولى، وافق الكونجرس الأمريكي على قانون جونز - شافورث، الذي مدد الجنسية الأمريكية (رفض مجلس مندوبي البورتوريكيين الجنسية الأمريكية) مع قيود على البورتوريكيين وجعلهم مؤهلين للحصول على المسودة العسكرية بصفتهم مواطنين من الولايات المتحدة، كما شارك البورتوريكيون في كل مشاركة عسكرية أمريكية كبرى من الحرب العالمية الأولى فصاعداً.
وخلال الحرب العالمية الثانية، شارك البورتوريكيون في معارك المحيط الهادئ والمحيط الأطلسي، ليس فقط كمقاتلين، ولكن أيضًا كقادة. وخلال هذا الصراع سُمح للممرضات البرتوريكيات بالمشاركة كأعضاء في فيلق الجيش المساعد النسائي (دبليو أي أي سي).  حيث واستبسل أعضاء فوج المشاة الخامس والستين لبورتوريكو أنفسهم في القتال أثناء الحرب الكورية وتم تكريمهم بالميدالية الذهبية للكونغرس.
وخلال حرب فيتنام حصل خمسة من البورتوريكيين على وسام الشرف، وهو أعلى وسام عسكري في الولايات المتحدة. في الوقت الحاضر، لا يزال البورتوريكيون يخدمون في الجيش الأمريكي. وفيما يلي تاريخ موجز للأحداث العسكرية التي شارك فيها البورتوريكيون.

## تمرد تاينو عام 1511
وصل كريستوفر كولومبس في جزيرة بورتوريكو في 19 نوفمبر 1493، خلال رحلته الثانية إلى ما يسمى «العالم الجديد»، كانت الجزيرة مأهولة بجماعةأراواك من الشعوب الأصلية المعروفة باسم تاينوس، والتي كانت تسمى جزيرة «بوريكين» أو «بوريكين»، كانت تعرف تاينوس كشعب مسالم، ولكن كانوا أيضا محاربين وكثيرا ما حاربوا ضد الكاريبس، الذين حاولوا في أكثر من مناسبة لغزو الجزيرة، أطلق كولومبوس اسم سان خوان باوتيستا علي الجزيرة تكريما للقديس يوحنا المعمدان، كان الميناء الرئيسي يدعى بورتوريكو (بورت ريتش) (في النهاية تم تغيير اسم الجزيرة إلى بورتوريكو وتم تغيير الميناء الذي كان من المقرر أن يتحول إلى عاصمة الجزيرة إلى سان خوان)، وقد رافق الكونكويستادور خوان بونس دي ليون كولومبوس في هذه الرحلة.

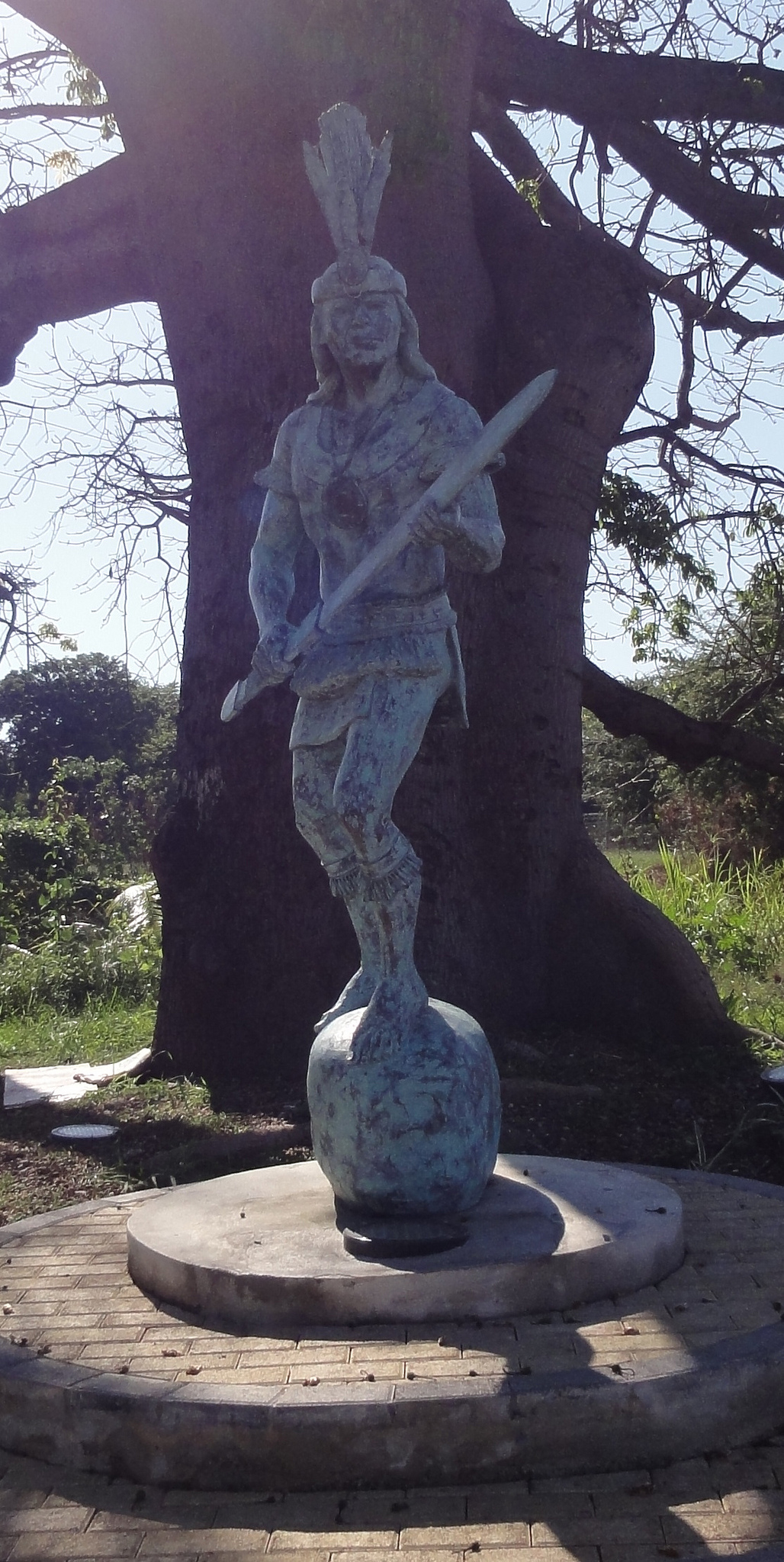
جيوبانا المعروف ب اجيبانا 2 (الشجاع)

عندما وصل بونس دي ليون إلى بويرتو ريكو، استقبله القائد (زعيم القبائل) أغوييبان (الشمس الكبرى)، زعيم قبائل جزيرة تاينو، وإلى جانب الغزاة  كان بعض المستعمرين الأوائل مزارعين وعاملين يبحثون عن الذهب، في عام 1508 أصبح بونس دي ليون أول حاكم معين في بورتوريكو حيث أسس أول مستوطنة كابارا بين مدينتي بايمون وسان خوان في العصر الحديث، بعد أن عين حاكمًا  أجبر دي ليون والغزاة طانوس على العمل في المناجم وبناء التحصينات؛ توفي العديد من التاينوس نتيجة المعاملة القاسية أثناء عملهم، في عام 1510 بناء على وفاة اجيبانا، شقيقه جيوبانا، والمعروف باسم «اجيبانا 2»(الشجاع) ومجموعة من التاينوس بقيادة دييجو سالسيدو، وهو اسباني، وذهبوا الي نهر واغرقوه وأثبت لشعبه أن الرجال البيض لم تكن الآلهة، عند تحقيق ذلك، قاد أغويبان الثاني شعبه في تمرد تاينو عام 1511، وهو أول تمرد في الجزيرة ضد أفضل القوات الإسبانية المسلحة، هاجم غواريونكس، كاديك أوتويادو قرية سوتومايور (اليوم الحالي أغوادا) وقتلت ثمانين من سكانها، توفي كاسيك غواريونكس أثناء الهجوم الذي كان يعتبر انتصار تاينو.
بعد نصر تاينو شكل المستعمرون ميليشيا المواطنين للدفاع عن أنفسهم ضد الهجمات، وقاد خوان بونس دي ليون ودييجو دي سالا زار، وهو أحد كبار قادته، الإسبان في سلسلة من الهجمات التي شملت مذبحة لقوات تاينو في مجال أغويبان الثاني. بلغ الهجوم الإسباني ذروته في معركة ياجويكاس ضد كاسيك مابودوموكا. أُطلق النار على أغويبان الثاني وتم قتله، منهياً أول عمل عسكري مسجل في بورتوريكو. بعد التمرد الفاشل، أُجبر التاينو على التخلي عن عاداتهم وتقاليدهم بأمر من مرسوم ملكي، وتمت الموافقة عليه من قِبل الملك فرديناند الثاني، والذي تطلب أن يتبنوا القيم والدين واللغة التي ينتمي إليها الفاتحون ويمارسونها.
في 3 مارس 1513، وفقا لـ «مائدة مستديرة 500 ديسكفري مجلس استكشاف فلوريدا»، نظمت خوان بونس دي ليون، وبدأت رحلة استكشافية (مع طاقم مكون من 200 شخص من بينهم نساء وخالية من السود) يغادرون من «بونتا أوغادا» بورتوريكو. كانت بورتوريكو البوابة التاريخية الأولي لاكتشاف فلوريدا التي فتحت الأبواب للمستوطنة المتقدمة للولايات المتحدة الأمريكية حيث قدموا المسيحية والماشية والخيول والأغنام، واللغة الإسبانية وأكثر إلى الأرض (فلوريدا) التي أصبحت فيما بعد الولايات المتحدة الأمريكية.

## القتال علي بوريكو من قبل القوي العالمية في أوروبا

### القرن السادس عشر

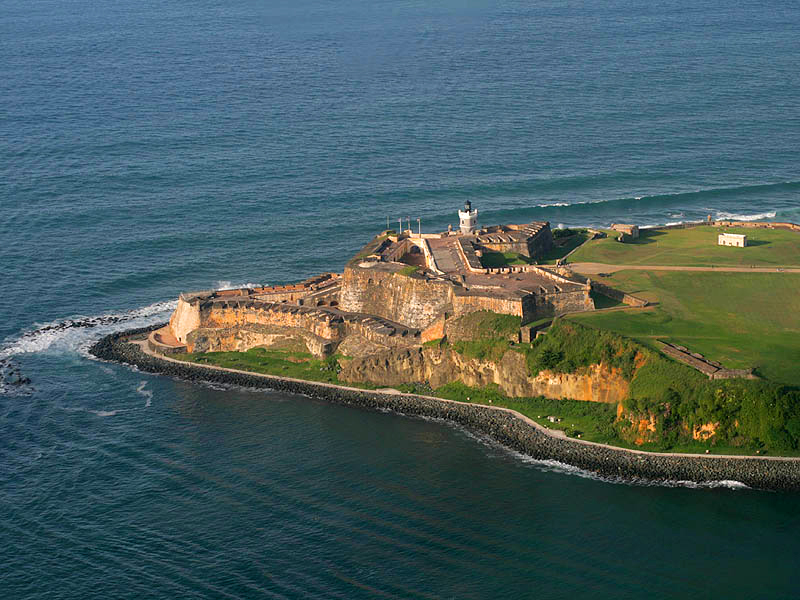
إل مورو ، الحصن العسكري الرئيسي لبورتوريكو

كانت تعتبر بورتوريكو «مفتاح جزر الأنتيل» من قبل الاسبانية بسبب موقعها كمحطة وميناء للسفن الاسبانية. في عام 1540، مع عائدات من المناجم المكسيكية، بدأ المستوطنون الأسبان بناء حصن سان فيليبي ديل مورو («الرعن») في سان خوان.
مع الانتهاء من المرحلة الأولية من البناء في 1589 أصبح إل مورو الحصن العسكري الرئيسي للجزيرة، يحرسه الجنود المحترفين. واضطرت بقية بورتوريكو، التي أعيد تنظيمها في عام 1580 كقائد للطليعة، إلى الاعتماد على حفنة من الجنود وميليشيات المتطوعين المحليين للدفاع عن الجزيرة ضد هجمات المتشددين والقراصنة.
كان الأعداء الرئيسيون لإسبانيا في ذلك الوقت هم الإنجليز والهولنديون. لكنهم لم يكونوا الأعداء الوحيدين الذين واجهتهم أسبانيا في منطقة الكاريبي خلال هذه الفترة. في 11 أكتوبر 1528، قام الفرنسيون بإقالة وإحراق مستوطنة سان جيرمان أثناء محاولة الاستيلاء على الجزيرة، وتدمير العديد من المستوطنات الأولى في الجزيرة بما في ذلك غوانيكا، سوتومايور، داجواو ولويزا قبل أن أجبرتهم الميليشيات المحلية على التراجع. التسوية الوحيدة التي بقيت هي سان خوان.
في عام 1585، اندلعت الحرب الحرب الإنجليزية الإسبانية (1585–1604) بين إنجلترا واسبانيا، لم تقتصر الحرب الأنجلو-إسبانية على أوروبا امتدت إلى الأراضي الإسبانية والإنجليزية في الأمريكتين. في نوفمبر 1595، السير فرنسيس دريك  لواء بحري في قيادة اسطول البحرية الملكية البريطانية الذي تناول الأرمادا الإسبانيةالأسط، والسير جون هوكينز حاولوا غزو غير ناجح لسان خوان. توفي كل من هاوكينز ودريك بسبب المرض في أثناء الحملة. في 15 يونيو 1598، وصل الأسطول الإنجليزي بقيادة جورج كليفورد إلى سانتوريس وأقام الجزيرة لعدة أشهر. أجبر على التخلي عن الجزيرة عند اندلاع مرض الزحار العصامي بين قواته. في عام 1599، تم إرسال 400 جندي إضافي و 46 مدفعا إلى الجزيرة مع حاكم جديد، ألونسو دي ميركادو، لإعادة بناء المدينة.
«القرن ال17»

كانت هولندا قوة عسكرية وتجارية عالمية بحلول عام 1625، وتنافست في منطقة البحر الكاريبي مع الإنجليزية. أراد الهولنديون إنشاء معقل عسكري في المنطقة، وأرسلوا الكابتن بودوين هيندريكس (المعروف أيضاً باسم بودوانو هنريكو أو بالدوينو إنريكو) لإلقاء القبض على بورتوريكو. في 24 سبتمبر 1625، وصل إنريكو إلى ساحل سان خوان مع 17 سفينة و 2000 رجل. أرسل إنريكو رسالة إلى حاكم بورتوريكو خوان دي هارو، وأمره بتسليم الجزيرة. دي هارو رفض. كان رجلاً عسكريًا متمرسًا وتوقع هجومًا في القسم المعروف باسم بوكيرون. ولذلك كان تلك المنطقة محصنة. ومع ذلك، اتخذ الهولنديين طريقاً آخر وسقطوا  في لا بونتيا.

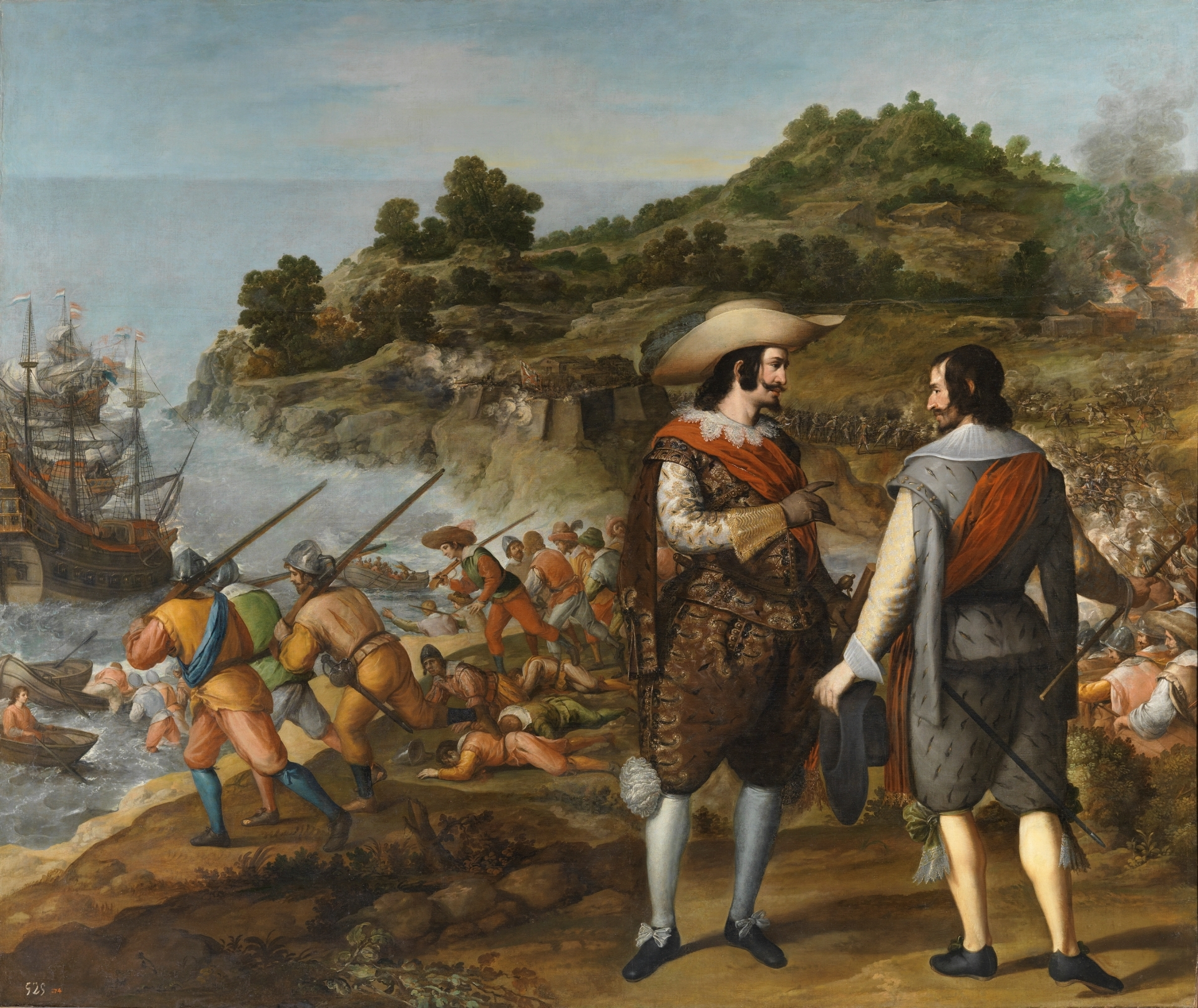

أدرك دي هارو أن الغزو كان أمرًا حتميًا وأمر الكابتن خوان دي أميزكيتا و 300 رجل بالدفاع عن الجزيرة من قلعة إل مورو ومن ثم أخليت مدينة سان خوان. كما كان الحاكم السابق خوان دي فارغاس ينظم مقاومة مسلحة في المناطق الداخلية من الجزيرة. في 25 سبتمبر، هاجم إنريكو سان خوان، محاصرة قلعة المورو ولا فورتاليزا (قصر الحاكم). غزا العاصمة واقام مقره في لا فورتاليزا. الهولنديون تعرضوا للهجوم المضاد من قبل الميليشيات المدنية على الأرض وبواسطة مدافع القوات الإسبانية في قلعة المورو. غادرت المعركة البرية 60 جنديا هولنديا وإنريكو بجرح بالسيوف في رقبته حصل عليه من أيدي أميزكيتا. كانت السفن الهولندية في البحر محاصرة من قبل البورتوريكيين، الذين هزموا أولئك الذين كانوا على متنها. بعد معركة طويلة، تمكن الجنود الأسبان والمتطوعون من ميليشيا المدينة من الدفاع عن المدينة من الهجوم وإنقاذ الجزيرة من الغزو. في 21 أكتوبر، قام إنريكو بوضع لا فورتاليزا وأشعل النار في المدينة. قرر قباطيا امزكويتا واندريس بوتيلو وضع حد للتدمير وقاد 200 رجل في هجوم ضد الحرس الأمامي والخلفي للعدو. قادوا إنريكو ورجاله من خنادقهم وفي المحيط على عجل للوصول إلى سفنهم. تركه إنريكو عند معتكفه خلفه واحدة من أكبر سفنه، تقطعت بهم السبل، وأكثر من 400 قتيل. ثم حاول غزو الجزيرة بمهاجمة بلدة أغوادا. هزم مرة أخرى من قبل الميليشيات المحلية وتخلى عن فكرة غزو بورتوريكو.
في عام 1693، تم تنظيم ميليكياس اوربانز دي بورتو ريكو " الميليشيات الحضرية في بورتوريكو
"في كل مدينة تقريبًا. كل رجل أصلي، يتراوح عمره بين 16 و 60 سنة، كان ملزماً بالخدمة في هذه الشركات، ما لم يكن لديه إعفاء رسمي بسبب الإعاقة الجسدية أو المصاعب العائلية.
ا

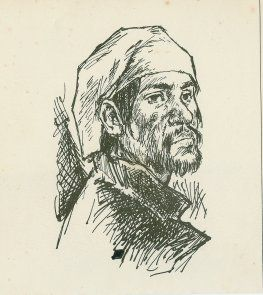
كابتن ميجيل انيركيز

وبينما كانت إسبانيا وإنجلترا في صراع على السلطة في العالم الجديد، شجع الحكم الإسباني قرصنة تفويضية للسفن الإنجليزية . وكان الكابتن ميجيل إنريكيز وكابتن روبرتو كوفريسي (في القرن التاسع عشر) من أشهر القراصنة البورتوريكيين. وفي النصف الأول من القرن الثامن عشر، قرر هنريكيز، صانع الأحذية بالاحتلال، أن يجرب حظه كقرصان. لقد أظهر شجاعة كبيرة في اعتراض السفن التجارية الإنجليزية المهربه والسفن الأخرى المخصصة للممنوعات التي كانت تجوب بحار بورتوريكو والمحيط الأطلسي بشكل عام. نظم هنريكيز قوة استكشافية قاتلت وحطمت الإنجليز في جزيرة بييكيس. وتم استقباله كبطل قومي عندما أعاد جزيرة فييكس إلى الإمبراطورية الإسبانية وإلى حاكم بورتوريكو. وتقديرا لخدمته، منح الإمبراطور الإسباني هنريكيز (الميدالية الذهبية للتمثال الملكي)، وأطلق عليه «قبطان البحار والحرب»، وأعطاه خطاب ماركس وريبرسال، وبالتالي منحه امتيازات أكثر خصوصية .
القرن الثامن عشر 

نزاعات مسلحة مع البريطانيين

واصل الإنجليز هجماتهم ضد المستعمرات الإسبانية في البحر الكاريبي، حيث استولت علي الجزر الثانوية بما في ذلك جزيرة فيكويس شرق بورتوريكو. وفي الخامس من أغسطس عام 1702، تم غزو مدينة أريكيبو، على الساحل الشمالي لبورتوريكو، من قبل البريطانيين والذين ماهو مسلحين فقط بالرماح ومنجل ماشيتي، تحت قيادة الكابتن أنطونيو دي لوس رييس كوريا، وقد دافع ثلاثون من أعضاء الميليشيا عن المدينة ضد الإنجليز، الذين كانوا مسلحين بالبنادق والسيوف. تمت هزيمة البريطانيين، وتعرضوا لخسارة اثنان وعشرون قتيلا على الأرض وثمانية آخرون في البحر. تم إعلان رييس كوريا بطلا قوميا وحصل على («الميدالية الذهبية للصورة الملكية») ولقب «قائد المشاة» بواسطة فيليب الخامس ملك إسبانيا.
وكان مواطنو بورتوريكو من أصل أصلي قد طلبوا التاج الإسباني للخدمة في الجيش الإسباني العادي، مما أسفر عن تنظيم المنظمة في عام 1741 في منظمة «ريجيمينتو فيجو دي بورتوريكو». خدم فيجو في الدفاع عن بورتوريكو وممتلكات أسبانية أخرى في الخارج، وأداء في معارك في سانتو دومينغو، والجزر الأخرى في منطقة البحر الكاريبي، وأمريكا الجنوبية، وعلى الأخص في فنزويلا. ومع ذلك، فإن شكاوى بورتوريكو من استخدام فيجو لقمع الثورة في فنزويلا دفعت التاج إلى جلب فيجو إلى وطنه وفي عام 1815 تم تجنيده من الخدمة.
في عام 1765، أرسل التاج الإسباني المشير أليخاندرو أوريلي إلى بورتوريكو لتشكيل ميليشيا منظمة. أشرف أورايلي، المعروف باسم «أبو ميليشيا بورتوريكو»، على التدريب من أجل جلب الشهرة والمجد إلى الميليشيات في الاشتباكات العسكرية المستقبلية، وإلحاق الميليشيا المدنية بـ «الميليشيا المنضبطة». عُين أوريلي في وقت لاحق حاكمًا لولاية لويزيانا الاستعمارية عام 1769 وأصبح يعرف باسم «بلودي اوريلي»

#### الحرب الثورية الأمريكية

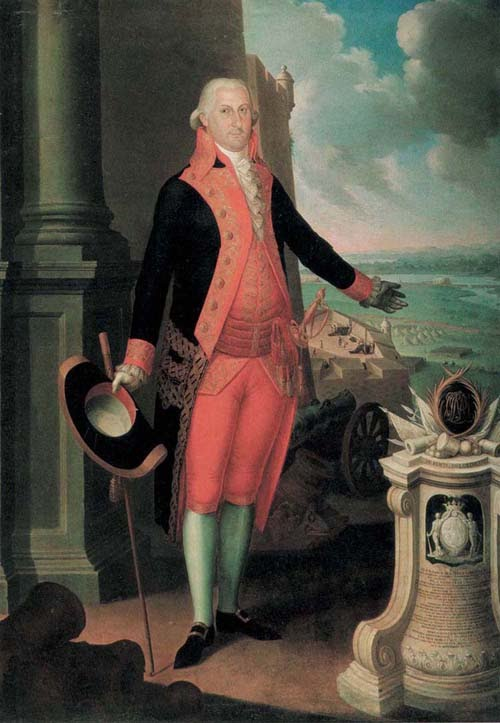
العميد رامون دي كاسترو

خلال حرب الاستقلال الأمريكية، قدمت إسبانيا للمستعمرين الثائرين استخدام موانئها في بورتوريكو، والتي من خلالها تدفق المساعدات المالية والأسلحة لقضيتهم. وقع حادث في ساحل مياغويز، في عام 1777، بين سفينتين تابعة للبحرية القارية، وهما ايداووك وهنري، وسفينة حربية تابعة للبحرية الملكية، اتش ام اس غلاسكو. طاردت كلتا السفن الأمريكية من قبل غلاسكو الأكبر حجماً والأكثر قوة. كانت السفن الاستعمارية الأمريكية قريبة من ساحل مياغويز. أفراد من الميليشيا البورتوريكية لتلك البلدة، إدراك أن هناك خطأ ما، أشاروا إلى أن السفن ترسو في خليج المدينة. وبعد أن رست السفن، انطلقت طواقم السفن على حد سواء وصعدت بعض الماياغويانوس ورفعت العلم الإسباني على كلا السفينتين. أدرك قائد غلاسغو الوضع وطلب من حاكم الجزيرة خوسيه دوفريسني تسليم السفن. رفض دوفرينسي وأمر السفينة الحربية البريطانية من رصيف البورتوريكي.
تم تسمية حاكم ولاية لويزيانا، برناردو دي غالفز، مشير (رتبة عسكرية) الميداني للجيش الاستعماري الاسباني في أمريكا الشمالية. في عام 1779، قام جالفيز وقواته، المؤلفة من البورتوريكيين والأشخاص من المستعمرات الإسبانية الأخرى، بإلهاء البريطانيين من الثورة من خلال الاستيلاء على بينساكولا، عاصمة مستعمرة فلوريدا الغربية ومدن باتون روج (لويزيانا)، وسانت لويس (ميزوري) ، وموبيل (ألاباما). ساعدت القوات البورتوريكية بقيادة البريغادير جنرال رامون دي كاسترو في هزيمة الجيش البريطاني والهندي من 2500 جندي وسفينة حربية بريطانية في بنساكولا. كما زود غالفيز وجيشه متعدد الجنسيات الجيش القاري بالبنادق والقماش والبارود والأدوية المشحونة من كوبا حتى نهر المسيسيبي وأصبح الجنرال رامون دي كاسترو، الذي كان مساعداً في معسكر غالفيز في حملة الهاتف النقال وحملة بينساكولا، هو الحاكم المعين لبورتوريكو في عام 1795.

#### هجمات السير رالف أبركرمبي ضد بورتوريكو

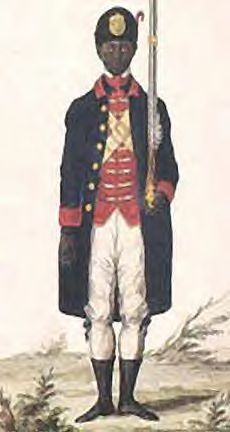
Uniform used by the Freed Black Militia of Puerto Rico

ردت انباء للعميد رامون دى كاسترو، حاكم بورتريكو، في 17 فبراير 1797، ان بريطانيا قامت بغزو جزيرة ترينيداد.و بأيقانه ان بورتريكو ستكون هدف بريطانيا القادم، قرر العميد رامون دى كاسترو جعل الميليشيات المحلية في حاله تأهب واستعداد، وققرر تجهيز حصون الجزيرة ضد اى فعل عسكرى.  وفي 17 أبريل 1797، اقتربت السفن البريطانيه تحت قياده اليسر رالف أبركرمبي  من المدينة الساحلية لويزه، قاصده الشرق من سان خوان. في 18 أبريل، هبط الجنود المرتزقه، انجليز والمان  («النظام») على شاطئ لويزه. وقامت السفن البريطانيه بقياده دى كاسترو باطلاق المدافع من حصون المورو وسان خيرونيمو ولكنها كانت بعيد المنال.بعد نزول الغزاة فعليا، كان القتال كله قائما على الأرض مع العديد من المناوشات المدفعية ومدافع الهاون وتبادل اطلاق النار في ميدان القتال بين سان خيرونيمو سان أنطونيو وجسر القلعة البريطانية مرابض في كوندادو في الشرق واوليمبو هيل في ميرامار في الجنوب. وحاول البريطانيون استغلال سان أنطونيو وجعلها مفتاح العبور إلى جزيرة سان خوان ، وقامو بتكرار القصف بما يقرب من الف قذيفه حيث قامت بهدم سان خيرونيمو تقريبا. وعلى جسر مارتن بينيا قام بأستقبالهم رقباء امثال خوسيه فرانسيسكو دياز والعقيد رافائيل كونتي والذي قام بالهجوم على العدو جمبا إلى جمب مع الملازم  لوكاس دي فوينتيس مع اثنين من المدافع. وبالرغم من بشراسة القتال من قبل القوات الإسبانية والميليشيات المحلية ، فقد هزموا بعد كل محاولاتهم للمضي قدما في سان خوان. وفشل الغزو بسبب مقاومه كل من متطوعى بورتوريكو والقوات الإسبانية ودافعهم عن الجزيرة بطريقة وصفها الملازم البريطاني  «مذهله وبارعة».
وكان الدفاع عن سان خوان بمثابه قاعده لاسطوره «لا روغاتيفا». ووفقا لاسطوره بورتوريكو الشعبية ، في ليله 30 أبريل 1797، وشكلت النساء ، بقياده أسقف ، وهو روغاتيفا (موكب الصلاة)، وسار في جميع انحاء شوارع المدينة بالغناء والتراتيل وحمل المشاعل في الوقت نفسه من اجل الصلاة للخلاص من المدينة. واخطا الغزاة الحركة مضيئين الشعلة للوصول للتعزيزات الاسبانيه خارج الجدران. وعندما جاء الصباح ، ذهب العدو من الجزيرة وتم انقاذ المدينة من غزو محتمل. وتم تشييد أربعه تماثيل ، نحتها ليندسي داوين في بلزويلا دي لا روغاتيفا (روغاتيفا بلازا) في سان خوان القديمة ، بالأسقف والنساء اللاتي شاركن في لا روغاتيفا.

## References
"Archived copy". مؤرشف من الأصل في 2012-11-09. اطلع عليه بتاريخ 2012-11-04.{{استشهاد ويب}}:  صيانة الاستشهاد: الأرشيف كعنوان (link)
"Archived copy". مؤرشف من الأصل في 2012-11-09. اطلع عليه بتاريخ 2012-11-04.{{استشهاد ويب}}:  صيانة الاستشهاد: الأرشيف كعنوان (link)